# L'Hermitage-Lorge
L'Hermitage-Lorge är en kommun i departementet Côtes-d'Armor i regionen Bretagne i nordvästra Frankrike. Kommunen ligger i kantonen Plœuc-sur-Lié som tillhör arrondissementet Saint-Brieuc. År 2018 hade L'Hermitage-Lorge 760 invånare.

## Befolkningsutveckling
Antalet invånare i kommunen L'Hermitage-Lorge
Referens:INSEE